# Jaime Ortiz Patiño
Jaime (Jimmy) Ortiz-Patiño (Parijs, 20 juni 1930 - Marbella, 3 januari 2013) was een Spaans golfer en bridger. Naast zijn bijdragen aan de golfsport was hij tien jaar lang president van de World Bridge Federation.

## Persoonlijk
Jimmy Ortiz-Patiño was de zoon van Boliviaanse ouders, van wie hij een fortuin erfde dat was verdiend in de tinmijnen van zijn grootvader Simón Patiño. Ortiz-Patiño werd in Parijs geboren en groeide op in Engeland, Zwitserland en de Verenigde Staten.
Ortiz-Patiño overleed op 82-jarige leeftijd in het Hospital Costa del Sol in Marbella.

## Golf
Ortiz-Patiño's liefde voor golf begon in 1956 toen hij het Italiaans Open bezocht. Hij mocht voor Dai Rees als caddie invallen. Als beloning beloofde Rees hem het volgende jaar tickets te sturen voor de Ryder Cup, waar Rees captain zou zijn van het Europese team. Ortiz-Patiño ging daarop in 1957 naar Lindrick in Rotherham. Europa won en toen Ortiz-Patiño twintig jaar later stopte met werken besloot hij een eigen golfbaan te kopen. 
Ortiz-Patiño was sinds 2010 ere-vicevoorzitter van de Europese Tour. Hij was lid van de golfclub van Sotogrande en later eigenaar van Valderrama. 

### Valderrama
Ortiz-Patiño kocht in 1985 met een paar vrienden een door Robert Trent Jones aangelegde golfbaan in het bergachtige deel van Sotogrande. De naam van golfclub Los Aves werd toen veranderd in Club de Golf Valderrama. Er werd een muur om de baan gebouwd om de privacy van hem, zijn vrienden en enkele selecte leden te garanderen. 
Na vier jaar kocht hij de mede-eigenaren uit en liet hij Trent Jones komen om de baan goed genoeg te maken voor de Ryder Cup.

### Toernooien
Tussen 1988 en 2008 werd op Valderrama zestien keer de Volvo Masters  gespeeld en op aandringen van hem en Severiano Ballesteros werd de Ryder Cup er in 1997 gespeeld. Sinds 2008 wordt de Andalucia Masters op Valderrama gespeeld en in 1999 en 2000 de WGC - CA Kampioenschap.
In 2012 besloot Ortiz-Patiño zijn golfmemorabilia bij Christie's te verkopen. De veiling werd op 30 mei in Londen gehouden.